# 3D Monster Maze
3D Monster Maze је компјутерска игра коју је развио Малколм Еванс 1981. године за Sinclair ZX81 платформу која је имала 16 KB меморије. Игру је прво објавио J. K. Greye Software почетком 1982. године а реиздао ју је Еванс оснивајући компанију New Generation Software. Ова игра је прва 3D игра за кућне рачунаре.
Евансова компанија је постала позната по издавању 3D игара за различите Синклер платформе. Игра је брзо стекла велику популарност.